# 조세핀 휫텔

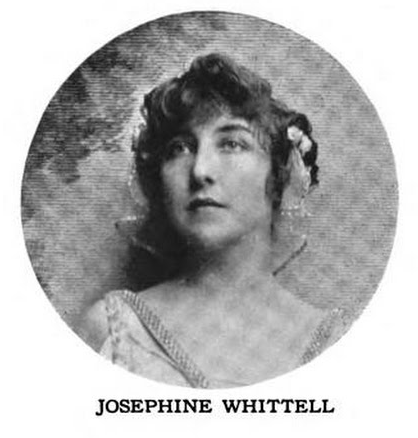

조세핀 휫텔(Josephine Whittell, 1883년 11월 30일 ~ 1967년 6월 1일)은 미국의 배우, 영화배우, 연극 배우이다.
샌프란시스코에서 태어났으며 할리우드에서 사망하였다.

## 영화
- 젊은이의 양지 (1951년)
- 마천루 (1949년)
- 발티모어의 모험 (1949년)
- 즐거운 여름 (1949년)
- 원 터치 오브 비너스 (1948년)
- 송 오브 러브 (1947년)
- 쇼킹 미스 필그림 (1947년)
- 이지 투 웨드 (1946년)
- 딕시 (1943년)
- 미인극장 (1941년)
- 여자들 (1939년)
- 이것이 선물 (1934년)
- 베이비 페이스 (1933년)